# Jeanne Dumée
Jeanne Dumée (* um 1680–1685 in Paris; † 1706) war eine französische Astronomin und Autorin. Sie setzte sich für das Recht auf Frauenstudium ein.
Jeanne Dumée erhielt während ihrer Kindheit und frühen Jugend eine gute Ausbildung in Kunst und Literatur. Sie wurde früh verheiratet. Bereits im Alter von 17 Jahren verwitwete sie. Etwa zu diesem Zeitpunkt erwachte ihr Interesse an astronomischer Forschung. Ihr bedeutendstes Werke trägt den Titel Entretiens sur l’opinion de Copernic touchant la mobilité de la terre. In dieser Schrift gelingt es ihr anhand von Beobachtungen der Venus und der Monde des Jupiters, die Bewegung der Erde darzustellen und damit die Theorien von Kopernikus und Galilei zu bekräftigen. Das Journal des Savants veröffentlichte eine Inhaltsangabe dieses Buches. Das Original wird in der Bibliothèque nationale in Paris aufbewahrt.
Jeanne Dumée wandte sich auch an ihre Geschlechtsgenossinnen mit der Aufforderung, sich ebenfalls der Forschung zuzuwenden. Sie argumentiert, dass Frauen zum Studium ebenso wie Männer in der Lage sind, wenn sie sich den damit verbundenen Anstrengungen stellen. Einen Unterschied zwischen weiblichem und männlichem Denkvermögen bestreitet sie. Mit dieser Auffassung befand sie sich im Widerspruch zum damaligen Zeitgeist.

## Werk
- Entretien sur l'opinion de Copernic touchant la mobilité de la terre. Handschrift Nr. 19941 der Bibliothèque nationale de France, 52 S.